# Шантом, Клеман
Клема́н Жан Робе́р Шанто́м (фр. Clément Jean Robert Chantôme; 11 сентября 1987, Санс, Франция) — французский футболист, полузащитник клуба «Шартр».

## Ранние годы
Молодёжная карьера Клемана прошла в клубах «Савиньи-ле-Темпл» и «Ли Ми Спортс». В возрасте 13 лет он оказался в академии «Пари Сен-Жермен». Вскоре начал выступление за молодёжную команду. После чемпионского сезона в составе команды восемнадцатилетних в 2006 году Клеман Шантом присоединился на предсезонных сборах к основной команде.

## Клубная карьера

### «Пари Сен-Жермен»

#### Первый сезон в команде
Дебют полузащитника во взрослой команде состоялся уже в первом официальном матче сезона за Трофей Чемпионов в Лионе, на поле команды, выигравшей пять последних Чемпионатов Франции подряд. На 75-й минуте матча при счёте 1:1 он заменил Самми Траоре. 12 августа 2006 года, в матче второго тура чемпионата Франции, Шантом дебютировал в составе «Пари Сен-Жермен» в чемпионате, выйдя на замену на 83-й минуте гостевого матча с «Валансьеном» вместо Альберта Банинга. Интересно, что свой первый матч в еврокубках он также провёл, выйдя на замену вместо Банинга, в гостях с ирландским клубом «Дерри Сити». В следующем матче чемпионата Шантом вышел в стартовом составе и провёл на поле все 90 минут. Парижане дома победили «Седан» со счётом 4:2. Клеман все чаще стал появляться в стартовом составе команды в чемпионате и Кубке УЕФА. В итоге, 26 сентября 2006 года он подписывает свой профессиональный контракт первым из шести игроков парижского молодёжного состава, присоединившихся летом к тренировкам в основе.
Всего в дебютном сезоне 2006/07 полузащитник провёл 20 матчей в чемпионате, из них 13 раз выходил в стартовом составе, 4 матча в Кубке Французской Лиги и 2 матча в Кубке Франции. В Кубке УЕФА Шантом провёл 7 матчей.
По итогам своего дебютного сезона Клеман Шантом получил неплохую прессу, и в целом отзывы о его игре были положительными. Уже в ранние годы карьеры ему были присущ боевой дух и решимость на поле, благодаря которым он прерывал множество атак соперника. В результате его начали сравнивать с самим Дидье Дешамом. Жажда борьбы и доморощенный статус сделали Клемана Шантома любимцем фанатов парижан.

#### Сезон 2007/08
Начало сезона выдалось для Шантома не очень удачным. Клеман проигрывал конкуренцию в середине поля купленному у «Ренна» Дидье Дигару и воспитаннику ПСЖ Грандди Нгойи. К началу декабря Шантом лишь один раз появился в стартовом составе команды в чемпионате. Но постепенно ему удалось вернуть доверие тренера, и в матче 17 тура чемпионата Франции против «Осера» он вернулся в стартовый состав. Шантому удалось закрепится в основе, и практически во всех оставшихся матчах чемпионата он выходил в старте, образовав костяк полузащиты вместе с Жереми Клеманом и Жеромом Ротеном. В матче 1/32 финала Кубка Франции против клуба «Эпиналь» Шантом открыл счёт на 23-й минуте, забив свой первый гол в составе «ПСЖ». Его гол стал победным, парижане выиграли 2:0 и прошли в следующую стадию турнира.
Одновременно с Кубком Лиги «ПСЖ» сумел пройти и в финал Кубка Франции, а Клеман Шантом вышел в стартовом составе в обоих финалах. 29 марта 2008 в скандальном матче против «Ланса» «Пари Сен-Жермен» сумел победить 2:1 и завоевал Кубок Французской Лиги. 24 мая 2008 состоялся финал Кубка Франции, в котором парижане уступили в упорной борьбе «Лиону» со счётом 0:1.

#### Сезон 2008/09
В начале сезона Клеман Шантом продлил контракт с клубом на один год. Срок нового соглашения был рассчитан до 2012 года.
Летом «Пари Сен-Жермен» серьёзно усилил линию полузащиты. В команде появились Людовик Жюли, Стефан Сессиньон и Клод Макелеле, которому была вручена капитанская повязка. Появление последнего очень затруднило Клеману попадание в стартовый состав. В этих условиях Поль Ле Гуэн пересмотрел место Шантома в команде, сделав его игроком запаса. В чемпионате Франции Шантом всего в трёх матчах появился в стартовом составе. В основе он выходил только во второстепенных кубковых матчах и матчах Кубка УЕФА. 23 октября 2008 года в первом матче группового этапа Кубка УЕФА забил свой первый мяч в еврокубках на 90 минуте в ворота «Шальке 04». 19 марта 2009 года в матче 1/8 финала Кубка УЕФА с «Брагой» отдал голевую передачу на Гийома Оаро.
После окончания сезона 2008/09 новым главным тренером стал Антуан Комбуаре, и Шантом рассчитывал, что ситуация для него изменится в лучшую сторону. Также он рассказал об интересе лондонского «Арсенала»:
'"Возможно, кто-то не поймет меня, но, уверен, что я сделал правильный выбор, пока оставшись во Франции. Я был уже одной ногой в "Арсенале", но Поль Ле Гуэн убедил меня остаться.Однако, мне бы очень не хотелось пережить такой же сезон через год. Я предпочел бы иметь такое же небольшое игровое время в том же "Арсенале". Уверен, что новый главный тренер ПСЖ Антуан Комбуаре очень честный человек. Он сам играл в Париже, а потому я с нетерпением жду беседы с ним. Хочу, чтобы он четко рассказал мне, какое место в ПСЖ он отведет мне"

#### Сезон 2009/10
В новом сезоне ситуация не изменилась. Комбуаре доверял место в полузащите более опытному Клоду Макелеле, а Шантом оставался в запасе. В 12-м туре чемпионата Франции, в гостевом матче с «Сошо», он впервые появился в стартовом составе. На 56-й минуте матча Шантом провёл гол в ворота хозяев, ставший для него первым в Лиге 1. В матче 14-го тура парижане гостили у клуба «Булонь», Клеман Шантом вышел в основе. После первого тайма гости проигрывали 0:1. На 60-й минуте Шантом принял передачу с фланга от Пегги Люиндюла, на скорости вошёл в штрафную и мощно пробил в дальний верхний угол, сравняв счет. В итоге парижане победили 5:2.
Успешная игра заставила Антуана Комбуаре обратить внимание на игрока. Шантом все чаще появлялся в основе. Свой третий мяч в сезоне он провёл в матче Кубка Франции в ворота клуба «Обервилье», «ПСЖ» победил со счётом 5:0. Однако, накануне важного матча с марсельским «Олимпиком» Комбуаре решил отправить Шантома в дубль с формулировкой «в воспитательных целях». В одном из матчей за дубль он получил повреждение уже на 5-й минуте поединка с «Бальма» и был вынужден покинуть поле. Комбуаре вернул Шантома в основную команду 19 марта 2010 года перед матчем с «Ниццей». В оставшихся 10-и матчах чемпионата Шантом всего дважды появился в стартовом составе. Также он пропустил полуфинал и финал Кубка Франции, в котором «ПСЖ» одержал победу над «Монако» 1:0.
Клеман Шантом был разочарован своим положением в команде. В конце сезона в интервью France Football полузащитник заявил:
«Не стану скрывать, я надеялся, что родной клуб будет больше доверять мне. В последнее время я очень редко появлялся на поле и теперь хотел бы попробовать себя в другой команде»

#### Сезон 2010/11
Этот сезон стал сезоном возрождения для Клемана Шантома. Молодой полузащитник заработал своё место в центре поля и в полной мере участвовал в игре «ПСЖ». Антуан Комбуаре доверял полузащитнику место в основе, где он играл с Макелеле, Жюли и бразильцем Нене.
В гостевом матче кубка УЕФА с дортмундской «Боруссией» парижане проигрывали 0:1, Шантом вышел на замену на 82 минуте, а уже через 5 минут, получив в штрафной передачу от Гийома Оаро, пробил точно в «девятку» ворот Романа Вайденфеллера и спас команду от поражения.
В ноябре Клеман Шантом получил приз лучшего игрока месяца Лиги 1.
19 марта 2011 года в матче 19-го тура чемпионата Шантом забил гол в ворота марсельского «Олимпика», а в матче 30-го тура — в ворота «Кана» с передачи Матьё Бодмера.
В апреле Шантом продлил контракт с «ПСЖ». новое соглашение рассчитано до 2015 года. Слова самого полузащитника по этому поводу:
«Я очень горжусь тем, чтобы продлил свою карьеру в Париже. Мне было тяжело в прошлом сезоне. В этом сезоне мне удалось наверстать то, что я пропустил. У меня есть возможности к дальнейшему росту. Я счастлив подписать новый контракт. Мы сделали огромный шаг вперёд в этом году, и должны продолжать идти по этому пути.» 

#### Сезон 2011/12

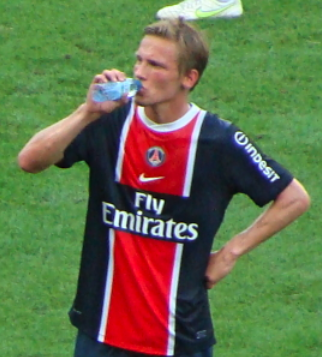
Шантом в «Пари Сен-Жермен» (2011 год)

Клеман Шантом начал сезон в основном составе. 16 октября 2011 года в матче 10 тура против «Аяччо» он сделал голевую передачу на Кевина Гамейро. В начале декабря он получил травму бедра на тренировке и выбыл из строя на несколько месяцев. Пока он восстанавливался в команде сменился тренер. Вместо Антуана Комбуаре команду возглавил Карло Анчелотти. Восстановившись после травмы, Шантом в оставшихся матчах выходил в основном на замену.

#### Сезон 2012/13
18 сентября 2012 Клеман Шантом дебютировал в Лиге Чемпионов УЕФА. В матче с киевским «Динамо» он вышел в стартовом составе. На 32-минуте после его подачи с углового отличился защитник «ПСЖ» Алекс да Коста, парижане в итоге одержали победу со счётом 4:1. В октябре, находясь в расположении сборной, Шантом получил повреждение ахиллова сухожилия. Он восстановился после травмы, и в ноябре вернулся в стартовый состав команды в матче с «Сент-Этьеном».
Во время зимнего перерыва в чемпионате в команде появился знаменитый Дэвид Бекхэм, который перешёл на правах аренды до конца чемпионата. Карло Анчелотти, во многом ради того, чтобы давать возможность играть англичанину, ставил Клемана Шантома на неудобную позицию на фланге и чаще оставлял в резерве. В результате в решающих матчах чемпионата, а также в матчах 1/4 финала Лиги чемпионов против «Барселоны», Клеман Шантом оставался на скамейке запасных. Сам полузащитник считал, что им просто «затыкали дыры».
21 апреля 2013 в матче 33-го тура чемпионата против «Ниццы», Клеман Шантом, получив передачу от Златана Ибрагимовича, поразил ворота Давида Оспины. Парижане одержали победу со счётом 3:0. 12 мая 2012 Шантом принял участие в победе над «Лионом», выйдя на замену на 89-й минуте. В этом матче парижане досрочно обеспечили себе победу в чемпионате, Клеман Шантом впервые стал чемпионом Лиги 1.

### «Тулуза»
В межсезонье интерес к Шантому проявляли «Лион» и «Эвертон». В августе 2013 года хавбек перешёл в «Тулузу» на правах аренды без права выкупа до конца чемпионата. Клеман Шантом о переходе в «Тулузу»:
«Когда ты играешь на высоком уровне, тебе необходимо ощущение твоей важности для команды. В прошлом сезоне хватало важных игр, когда я попросту оставался на скамейке. Это приводит к разным мыслям в голове. Я принял решение после того, как мы выиграли чемпионат. Мне было необходимо изменить что-нибудь и я знаю, что это сделает меня ещё сильней. Учитывая то, что через год будет чемпионат мира, мне хотелось остаться во Франции и попытаться войти в состав на Рио. После общения с тренером „Тулузы“ я понял, что у меня будет возможность играть как можно чаще на позиции центрального полузащитника, и я сделал свой выбор.»
В «Тулузе» Шантом получил постоянную игровую практику. Дебютировав в составе «Тулузы» в матче 3-го тура с «Монако», Шантом провёл 14 матчей чемпионата подряд, отыграв в каждом по 90 минут. В матче 12-го тура против «Эвиана» Шантом сделал голевую передачу на Серджа Ауриера, после которой тот открыл счет.

## Карьера в сборной
Клеман Шантом впервые был вызван в сборную Франции 7 октября 2012 года накануне матчей с Японией и Испанией. Дидье Дешам включил его в список вместо травмированного Лассана Диарра. Дебют Клемана Шантома в сборной состоялся 12 октября 2012 года на «Стад де Франс» в товарищеском матче со сборной Японии.

## Достижения
Пари Сен-Жермен
- Обладатель Кубка Франции: 2006, 2010
- Обладатель Кубка Французской Лиги: 2008
- Чемпион Франции: 2013
- Обладатель Суперкубка Франции: 2014